# Thevitella
Thevitella is een geslacht van vlinders van de familie van de grasmotten (Crambidae), uit de onderfamilie van de Acentropinae. De wetenschappelijke naam en de beschrijving van dit geslacht werden voor het eerst in 1958 gepubliceerd door Pierre Viette. 
Dit geslacht is monotypisch, dat wil zeggen dat het maar één soort heeft namelijk Thevitella alphalis Viette, 1958 uit Madagaskar.